# Catheux
Catheux – miejscowość i gmina we Francji, w regionie Hauts-de-France, w departamencie Oise.
Według danych na rok 1990 gminę zamieszkiwały 92 osoby, a gęstość zaludnienia wynosiła 8 osób/km² (wśród 2293 gmin Pikardii Catheux plasuje się na 905. miejscu pod względem liczby ludności, natomiast pod względem powierzchni na miejscu 350.).